# 宮ヶ瀬湖

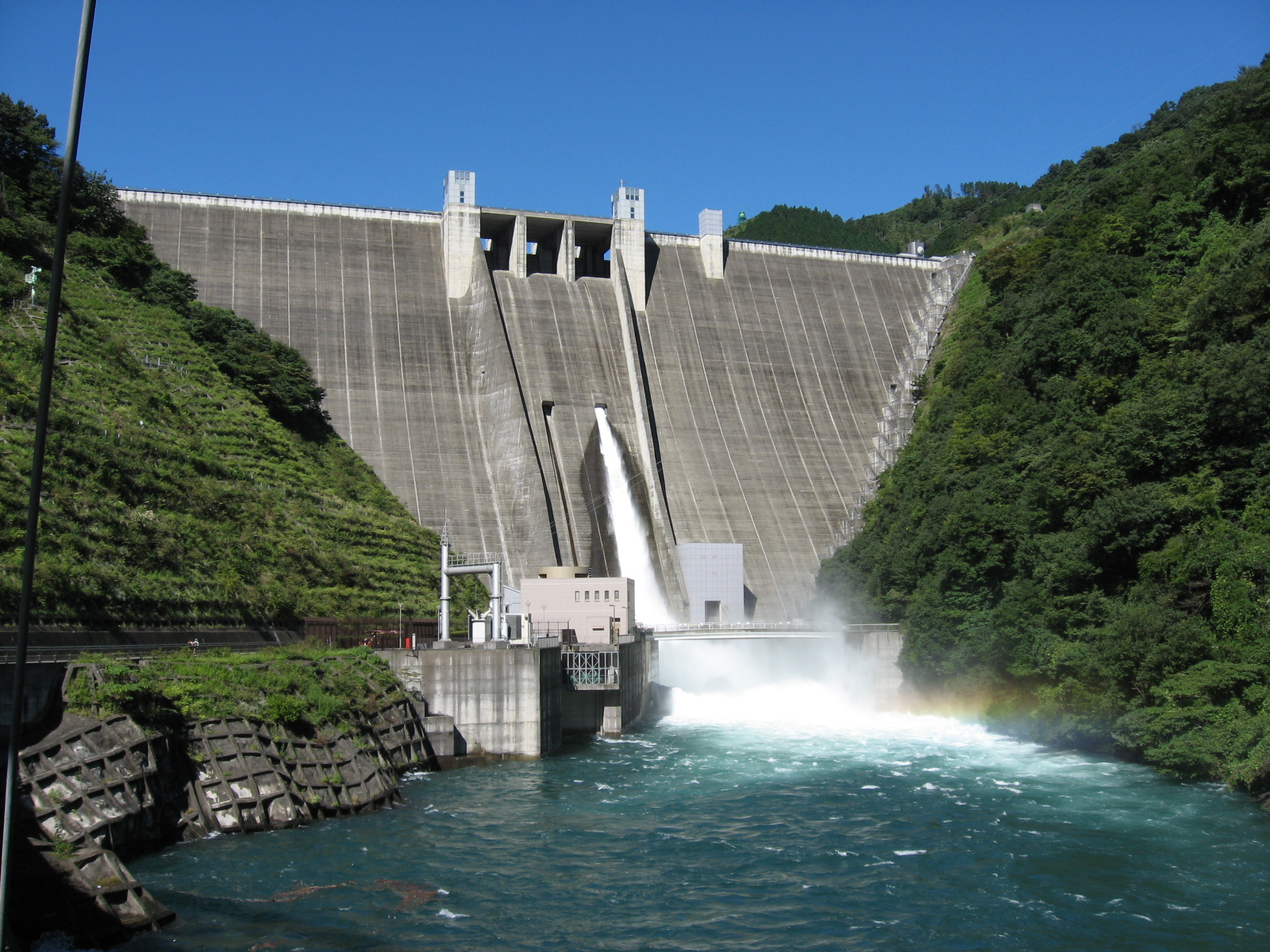
宮ヶ瀬ダム

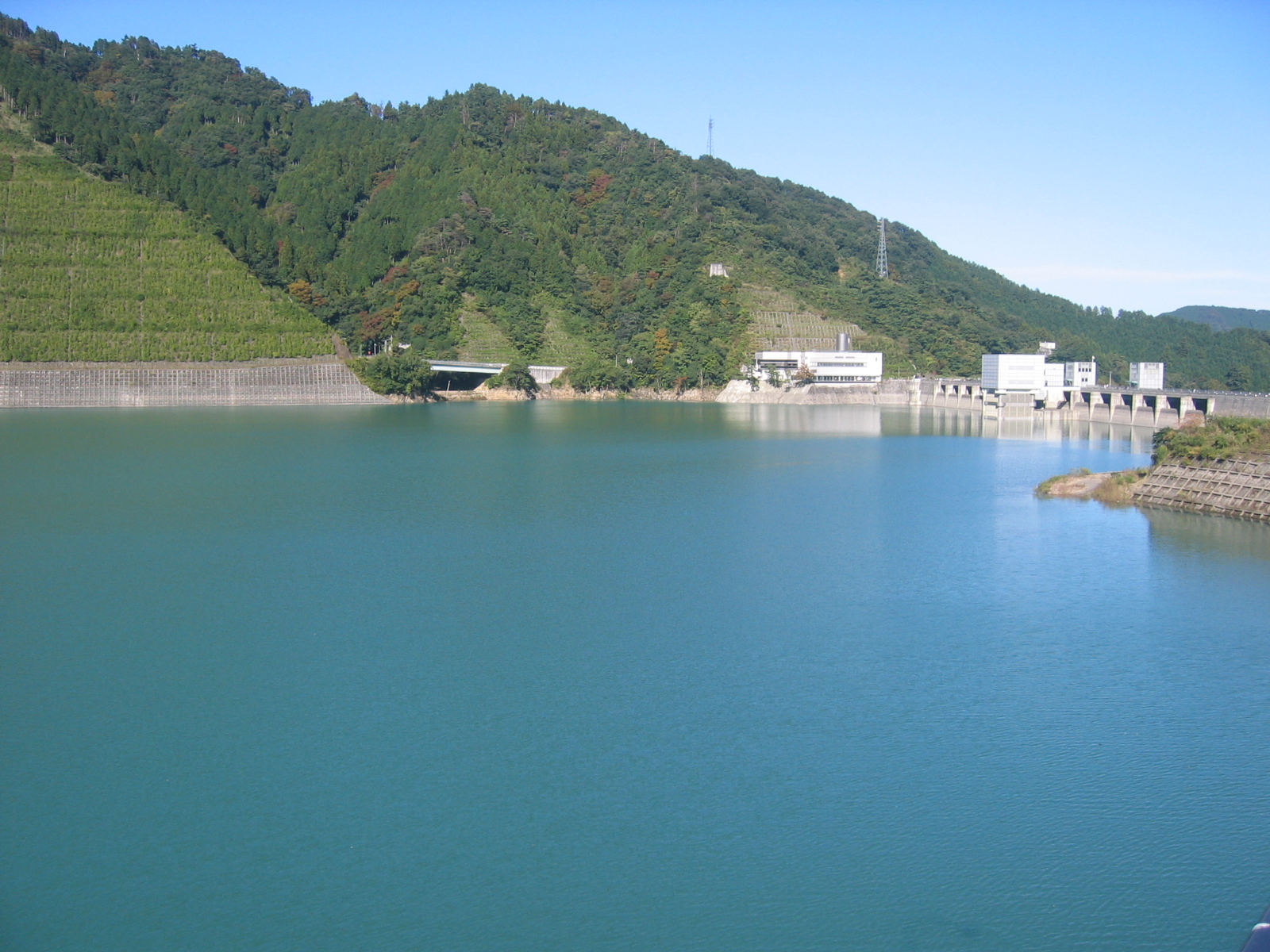
宮ヶ瀬湖と宮ヶ瀬ダム

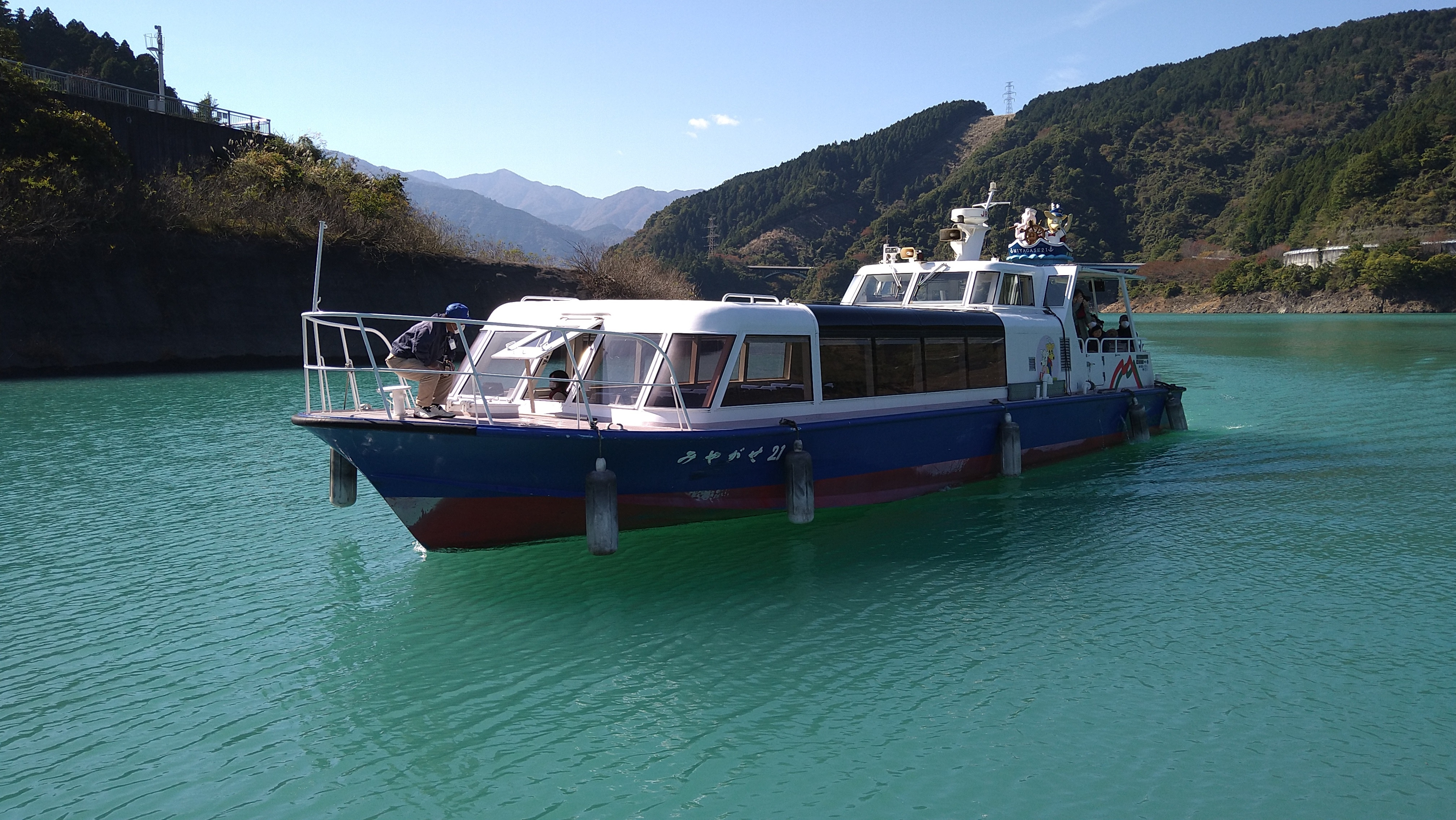
就航する遊覧船「みやがせ21」

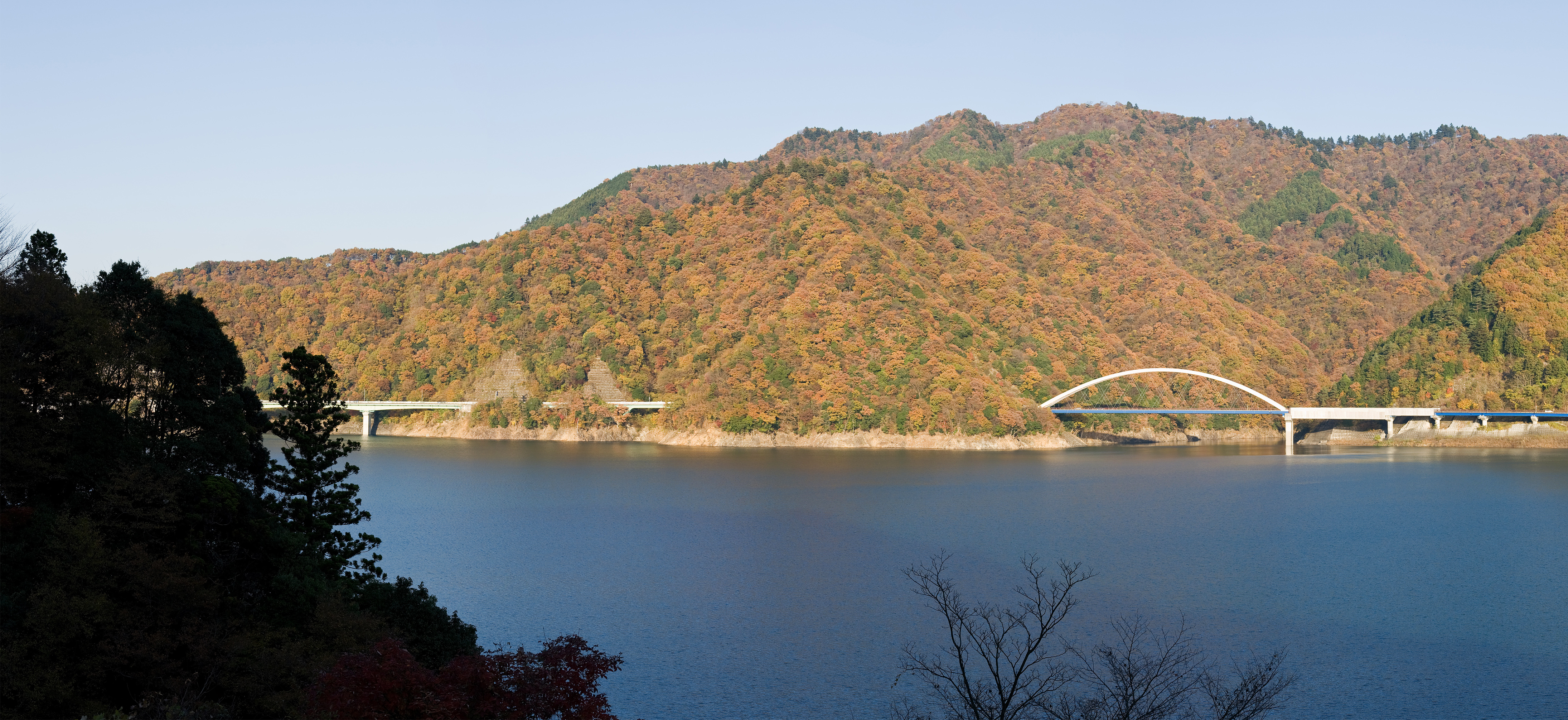
宮ヶ瀬湖と紅葉の山々
右は大棚沢橋

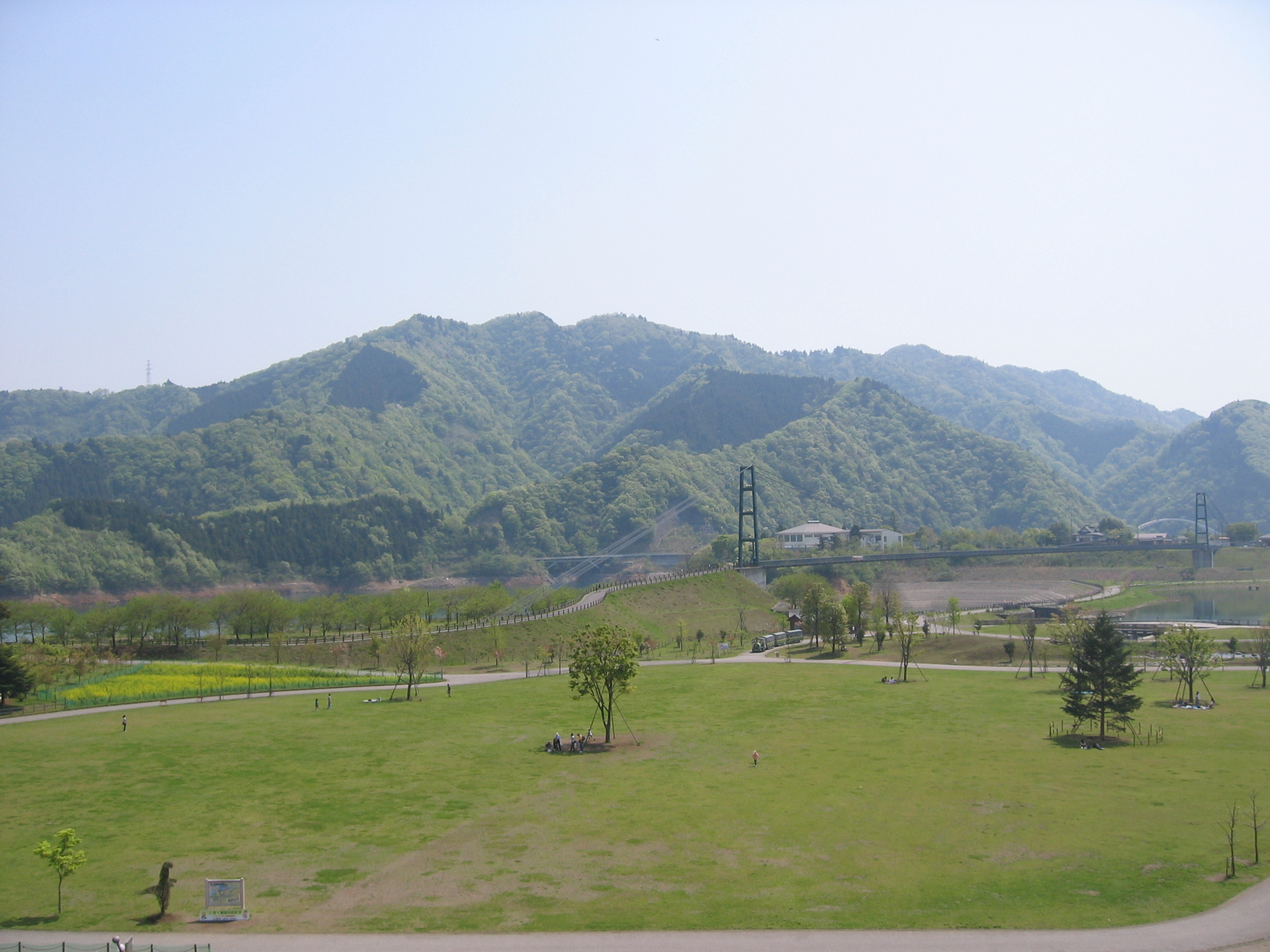
宮ヶ瀬湖畔の「けやき広場」

宮ヶ瀬湖（みやがせこ）は、神奈川県北西部の東丹沢にある宮ヶ瀬ダム建設によってできたダム湖である。神奈川県愛甲郡愛川町、同郡清川村、相模原市緑区の3市町村にまたがる。
宮ヶ瀬ダムは中津川をせき止め2000年12月に完成したが、宮ヶ瀬湖自体は宮ヶ瀬ダム完成前の試験湛水によって1998年にできていた。

## 利用
宮ヶ瀬湖の水は生活用水、農業用水、工業用水などとして主に神奈川県に供給されている。上水道は横浜市・川崎市・横須賀市等神奈川県全体の2/3の地域、県人口の90％に供給している。

## 観光
宮ヶ瀬湖は周囲の景観の調和、歴史的価値などの観点から評価され、神奈川県では丹沢湖と並び「ダム湖百選」（財団法人ダム水源地環境整備センターより）に認定されている。
湖周辺は美しい景観が望めるスポット、アミューズメント施設などが整備されており、また大規模な駐車場も整備され、自家用車での来訪者が多い。宮ヶ瀬湖畔地区に自生しているもみの木は毎年12月になると装飾され、クリスマスツリーとして来訪者の目を楽しませる。
ダムサイトでは、水とエネルギー館（無料）の他、ダム建設で用いられたインクライン（incline）が観光用に運転されている。
ダムサイトと鳥居原地区、水の郷地区を結ぶ遊覧船が就航している。
また、土日祝日に限り、無料シャトルバスが宮ヶ瀬、宮の平、宮ヶ瀬ダム水とエネルギー館、高取山ハイキングコース入口、愛川大橋、県立あいかわ公園、鳥居原ふれあいの館の計7か所を巡回運行している。運行数は1日に6周（期間限定）。

## 交通 (宮ヶ瀬水の郷まで)
自家用車
国道412号半原小学校入口交差点から宮ヶ瀬方面へ。
路線バス
- 小田急小田原線本厚木駅から、神奈中バス・厚20、厚21 宮ヶ瀬行に乗車、終点で下車。
- JR横浜線・相模線・京王相模原線橋本駅から、神奈中バス・橋07 鳥居原ふれあいの館行に乗車、終点で下車、県道64号線沿いに徒歩20分。
  - 宮ヶ瀬 - 鳥居原間は上記の方法で徒歩連絡可能。

### 周辺道路

鳥居原無料駐車場からの風景

宮ヶ瀬湖の周りは現在神奈川県道64号伊勢原津久井線、神奈川県道70号秦野清川線、神奈川県道514号宮ヶ瀬愛川線、宮ヶ瀬北岸林道が囲むように通っている。北岸林道は日中のみ通行可能で、夜間（午後7時から翌朝7時まで）は通行止めである。また南岸に、県道64号の土山峠付近と県道70号の長者屋敷キャンプ場付近を結ぶ道路（清川村道土山高畑線）が通っているように描かれている地図もあるが、実際には県道との分岐点が両端とも封鎖されており、中間部は数kmに亙ってそもそも道路が建設されておらず、通行不能である。
南岸道路よりもさらに南側の唐沢林道（県道64号から県道70号へ抜ける林道）も、現在は通行止めとなっている。唐沢林道より更に南で東西を連絡する車道は、一般車通行禁止の浅間山林道を除外すると、国道246号である。